# Pokolj na otoku Daksi
Pokolj na Daksi, (“Daksa 1944./45.") označava pokolj kojeg su počinili partizani u listopadu 1944. tijekom Drugog svjetskog rata na otočiću Daksi. 
Nakon ulaska partizanskih postrojbi u Dubrovnik, partizani su na otoku Daksi likvidirali 53 istaknuta građanina, civila Hrvata, bez ikakvog suđenja. Ekshumacijom i DNK analizom utvrđen je identitet 18 osoba, dok je 35 ostalo nepoznato, a također je utvrđen i pravi broj žrtava jer se do ekshumacije sigurno znalo za 35 žrtava. Dana 19. lipnja 2010. godine žrtve s otočića Dakse dostojno su pokopane. Među ubijenima bio je poznati svećenik Petar Perica ("padre Perica", zvali su ga Dubrovčani), autor pjesama Zdravo Djevo Kraljice Hrvata i Do nebesa nek' se ori.

## Žrtve pokolja
Riječ je o manjem dijelu od danas poimence poznatih 697 žrtava (369 civila i 327 ratnih zarobljenika) s dubrovačkog područja koje su jugokomunisti pobili nakon "oslobođenja" 1944. godine; međutim je kao pojedinačno najveće stratište i grobište Daksa postala simbol komunističkog terora nad stanovništvom dubrovačkog kraja .
Veća grupa uhićenih je prevežena na otok u noći s 23. na 24. listopada 1944. godine, i smještena u staroj samostanskoj crkvi. Potom su jedan po jedan izvođeni "u šetnju", svlačeni, mučeni i ubijani. Pretežni dio pobijenih ubijen je hicima iz oružja kalibra 9 mm (pištoljski kalibar) u potiljak; svi su bili bosi i bez odjeće.
Komunisti su 29. listopada 1944. po cijelom gradu Dubrovniku polijepili letke, koji su bili sastavljeni u vidu presude koju je (navodno) 26. listopada 1944. "u ime naroda Jugoslavije" donijelo "Sudsko vijeće Vojnog suda Komande Južno dalmatinskog područja". Na letku su istaknuta imena 36 osoba koje su komunisti "osudili" (danas se zna da nikakvog suđenja bilo nije) na smrt strijeljanjem. Braća franjevci, čiji je subrat o. Marijan Blažić također jedan od smaknutih, skinuli su letak i sačuvali ga.
Premda su još 1944. godine bila objavljena imena većine pobijenih, nisu komunističke vlasti nikad dopustile da rodbina dostojno pokopa pobijene, čak nije otkrivena ni točna lokacija grupnih grobova.
Makar je Županijsko državno odvjetništvo u Dubrovniku otvorilo 2004. godine spis u povodu ovih događaja, te su saslušani razni svjedoci, navodno nisu utvrđeni sudionici tog ratnog zločina protiv civilnog pučanstva.
O ovom je zločinu pisao hrvatski književnik Ivan Dragojević u alegorijskom romanu R 2 koji je hrvatska književna kritika i povijest književnosti nepravedno zapostavila. Zbog tog romana, koji je odmah po izlasku 1973. zabranjen, Ivan Dragojević je osuđen na godinu i pol dana zatvora. Roman je ipak objavljen u hrvatskoj emigrantskoj izdavačkoj kući u Njemačkoj.

## Izvještaj Ante Jurjevića Baje
Na okolnosti pokolja na Daksi baca svjetlo izvještaj tadašnjeg civilnog upravitelja "narodne vlasti" u Dubrovniku Ante Jurjevića Baje (1913. – 2001., 1953. god. odlikovan ordenom Narodnog heroja) od 25. listopada 1944. god.: riječ je o vrlo vrijednom arhivskom materijalu, koji baca svjetlo na okolnosti u kojima je moguće vršiti ovakve masovne ratne zločine nad civilnim stanovništvom.
Izvještaj ukazuje da su partizani osvojili glavni dio dubrovačkog područja bez borbi, izuzev što su jedinice partizanske XXVI. divizije presrele kolonu na povlačenju kod Stona, uz obostrane teške gubitke. Stanovništvo dubrovačkog područja nije bilo ni za ustaše, ni za partizane - ali se mnogo nadalo od Engleza, čijih je oko tisuću vojnika doista i bilo pristiglo u okolinu Dubrovnika. Izgleda da je prisutnost engleskih snaga donekle ograničila teror partizana nad lokalnim stanovništvom; izrijekom se u izvještaju kaže da će neprijatelje (misli se na civile koji su sumnjivi) nakon dolaska Engleza biti teže hvatati i ubijati: "...mnogi se kriju i ne može ih se otkrit a sad će bit i teže obzirom na saveznike koji će ih štititi". 
U izvještaju se potvrđuje da nije bilo nikakvog suda nad ubijenim "narodnim neprijateljima", među kojima je bilo "8 popova, odnosno fratara": "...mi smo nakon streljanja objavili plakatom ali dosad ne sve samo tek sutra izlazi jedan dio u javnost a potpisali smo sud komande područja jer drugog nismo imali o ovome svemu dajte vaše mišljenje bilo kako bilo ubit ih se mora a za ove koji se kriju trebat će učinit sve da ih se uhvati" (interpunkcije u tekstu nema, jer je partizanski visoki rukovodilac Ante Jurjević bio polupismen).

## Žrtve pokolja
Nepotpuni popis žrtava pokolja na Daksi:
1. Tomislav Baća
2. Petar Barbir, tipograf
3. Slavko Barbir, student
4. Boris Berković, novinar (Zagreb, 1920. - Daksa, 1944.)
5. fr. Marijan Blažić, prof.  (Sv. Matej, Kastav, 25. ožujka 1897. - Daksa, 25. listopada 1944.)
6. Ante Brešković, trgovac (Nerežišća na Braču, 1. siječnja 1912. - Daksa 25. listopada 1944.)
7. Baldo Crnjak, obrtnik (Trnova 1901. - Daksa 1944.)
8. don Mato Dobud (Luka Šipanska, 19. rujna 1882. – Daksa, 25. listopada 1944.)
9. Milan Goszl, trgovac (Ruma, 1884. - Daksa, 1944.)
10. don Mato Kalafatović-Milić (Janjina, 23. srpnja 1911. – Daksa, 25. listopada 1944.)
11. dr. Niko Koprivica, gradonačelnik Dubrovnika, odvjetnik i prvak Hrvatske seljačke stranke[7]
12. don Đuro Krečak (Dubrovnik, 23. travnja 1883. – Daksa, 25. listopada 1944.)
13. Ivo Knežević, zemljoradnik (Dubrovnik 1910. - Daksa, 1944.)
14. Ivan Kubeš (Kubesch), službenik (Korčula, 1913. - Daksa, 1944.)
15. Jure (Đuro) Matić, listonoša (Točionik, 1895. - Daksa, 1944.)
16. Željko Milić, kapetan duge plovidbe
17. Makso Milošević, prof., ravnatelj Dubrovačke gimnazije,(Dobrota u Boki kotorskoj 1887. - Daksa 1944.)
18. Antun Mostarčić, prof. (Imotski, 1903. - Daksa, 1944.)
19. Ivan Nikić, službenik (Dubrovnik, 1923. - Daksa, 1944.)
20. Niko Nunić, dipl. pravnik, tajnik općine Dubrovnik (Dubrovnik, 1903. - Daksa, 1944.)
21. Nikola Obradović, zemljoradnik (Dunave, 1903. - Daksa, 1944.)
22. Ivo Peko, ravnatelj Krugovalne postaje Dubrovnik i novinar ( Dubrovnik 1903.-Daksa 1944.)
23. o. Petar Perica (Kotišina povrh Makarske, 27. lipnja 1881. – Daksa, 25. listopada 1944.)
24. dr. Baldo Poković, odvjetnik (Dubrovnik, 1897- Daksa, 1944)
25. Mato Račević, školski podvornik (Vitaljina, 1905 - Daksa, 1944)
26. Vido Regjo (Grbavac, 1906. - Daksa 1944.)
27. don Josip Schmidt (Vukovar, 1. ožujka 1914. – Daksa, 25. listopada 1944.)
28. Nedjeljko Dinko Šarić, porezni službenik (Trstenik, 1905. - Daksa, 1944.)
29. Ante Tasovac, redarstveni izvidnik (Vela Luka, 1907. - Daksa, 1944.)
30. fr. Toma Tomašić, prof. (Baška Draga, 17. kolovoza 1881. – Daksa, 25. listopada 1944.)
31. Martin Tomić (Dračevo, 1907. - Daksa, 1944.)
32. Josip Tuta, student (Dubrovnik, 1924. - Daksa, 1944.)
33. Frano Vojvodić, predsjednik mješovitoga Hrvatskoga zbora Gundulić u Dubrovniku, donačelnik Dubrovnika (Brgat, 1897. - Daksa, 1944.)
34. Marijan Vokić, vozač (Sovići, Drinovci, 1915. - Daksa, 1944.)
35. Frano Žiška, umirovljeni časnik (1897. – 1944.)
36. dr. Ivo Karlović, gradonačelnik Dubrovnika (1893. – 1944.)

## Vanjske poveznice
- pismeno svjedočanstvo U Buenos Airesu, fra Line Pedišića (Buenos Aires, 28. svibnja 1962.)  Arhivirana inačica izvorne stranice od 18. listopada 2014. (Wayback Machine) kod: "Portal Oko" u članku "IZ PRVE RUKE -KONAVOSKI KRIŽARI pod vodstvom PETRA BAKIĆA iz Čilipa nisu se predali"
- Naša Gospa (Dubrovnik), XVI (2010.), br. 43, grupa autora "Ljudi koje pamtimo: žrtve Dakse – korak bliže istini Zašto se šuti o zločinu na Daksi?; 697 umorstava i ubojstava bez kazne" (tematski blok članaka  Arhivirana inačica izvorne stranice od 24. listopada 2021. (Wayback Machine)
- Recenzija knjige "Joško Radica, Sve naše Dakse. Hrvatski jug u vrtlogu Drugog svjetskog rata i jugokomunističke strahovlade. Dubrovnik: Matica Hrvatska Dubrovnik, 2003.", recenzija i prikaz Tatjane Šarić objavljen u Anali Zavoda za povijesne znanosti Hrvatske akademije znanosti i umjetnosti u Dubrovniku, No.42 Svibanj 2004. str. 371.-372.
- Slobodna Dalmacija: Zašto se šuti o zločinu na Daksi?
- katolici.org IKA/KNI 03.10.2009: "Ekshumacija žrtava na Daksi"  Arhivirana inačica izvorne stranice od 6. listopada 2009. (Wayback Machine)
- Partizani pogubili hrvatske antifašiste Feljton Glasa Koncila
- Crveni holokaust Zvonimir Šeparović, "Veritas", veljača 2013.
- [neaktivna poveznica] "Kad neće vlada, mi ćemo!" HRT 23.08.2013
- "ANTE JURJEVIĆ - BAJA O POKOLJU DUBROVČANA U JESEN 1944." Tomislav Jonjić, pristupljeno 2009. (s faksimilom izvornog izvještaja Ante Jurjevića - Baje od 25.10.1944.)